# سالاربریم پایین
سالاربریم پایین روستایی در دهستان سرکور بخش مرکزی شهرستان سرباز استان سیستان و بلوچستان ایران است.

## جمعیت
بر پایه سرشماری عمومی نفوس و مسکن در سال ۱۳۹۵ جمعیت این روستا ۲۳ نفر (۵خانوار) بوده‌است.